# Nervozni poštar
Nervozni poštar je bosanskohercegovački sastav iz druge polovice 1980-ih koji, premda u donekle izmijenjenom sastavu, postoji još i danas, a prepoznatljiv je po specifičnom spoju heavy-metala i narodnjačkog načina pjevanja.

## Ideja
Prvo ime Nervoznog poštara je dr. Fadil Šabović. Ovaj liječnik po struci je ritam gitarist i autor gotovo svih pjesama tijekom čitavog postojanja grupe. Novinaru Anti Batinoviću, iz tadašnjeg uglednog zagrebačkog časopisa "Start" Šabović je izjavio kako mu je definitivno bilo jasno da ima pravu ideju, kada je radeći kao liječnik u stanici hitne pomoći u Busovači, pijanom čovjeku šio ranu. Pijanac je glasno pjevao narodne pjesme dok ga je za ruku držala pjevačica iz obližnje kavane, u kojoj se u tuči netom prije toga ozlijedio. Šabović kaže da mu je "sinulo" da je ljudima trebao žešći narodnjak od onoga kojeg su imali i rodila se ideja o Nervoznom poštaru.
Nakon koncipiranja ideje, Šabović je suočio poznatog pjevača novokomponirane narodnjačke glazbe Rustema Nezirovića - Ruleta i jednog od najpoznatijih sarajevskih heavy-metalaca i izrađivača gitara iz tog razdoblja, Nikolu Nidžu Mitrovića. Fadil im je rekao da trebaju svirati njegove pjesme, svaki na svoj način: Rule treba pjevati folk, a Nidžo svirati hard rock, u isto vrijeme ne respektirajući previše jedan drugoga.

## Početak
Nakon dugog uvjeravanja grupa je započela s radom i ubrzo snimila svoj prvi album "Vazda - gazda" za zagrebački Jugoton. Ipak, svoje prvo pravo pojavljivanje u javnosti grupa je imala nedugo potom, na festivalu narodne glazbe "Ilidža '85", u studenom 1985. godine. Nervozni poštar s pjesmom "Sarajevo, slatki dome moj" uvjerljivo osvaja prvo mjesto s 91% glasova publike, što je jedinstven slučaj u povijesti toga festivala. Zanimljivo je da su ostali sudionici, redom "regularni narodnjaci", članove tada potpuno nepoznatog sastava smatrali za nosače instrumenata. Nitko nije vjerovao da se očigledni rokeri imaju namjeru natjecati na narodnjačkom festivalu, a još veću dilemu stvarala je nazočnost tipičnog narodnjaka među tipičnim rokerima, odnosno pjevača Ruleta u ostatku sastava.
Neobičan sastav bukvalno preko noći postaje opće poznat u čitavoj državi, rušeći sve rekorde u prodaji.

## Razdoblje popularnosti u SFRJ
Odmah nakon pobjede na festivalu, na krilima iznenadnog uspjeha Rule napušta sastav u potrazi za solo karijerom i slavom, koju mu obećavaju estradni producenti željni brze zarade na enormnom uspjehu sastava. Fadil ubrzo nalazi zamjenu za Ruleta u liku Nusreta Nukija Doličanina, također mladog i veoma nadarenog pjevača, glasa veoma sličnog Ruletu, što je pomoglo sastavu da nastavi dalje zacrtanim putem.
S Nukijem kao vokalom sastav će za Jugoton objaviti sljedeća četiri albuma: "Zapamti, ja sam gazda" (1986.), "Ništa više nije kao prije" (1987.), "Nervozni poštar" (1988.) i "To je samo folk’n’roll" (1989.)

### Najpoznatije pjesme sastava
- "Nova godina kuca na vratima"
- "Marko kamiondžija"
- "Cirkus Kolorado"
- "Vojnička pjesma"
- "Bilo jednom u SFRJ"
- "Sarajevo, slatki dome moj"
- "Vazda gazda"
- "Srce od zlata"
- "To Je Samo Folk'n'Roll"
- "Mi smo drvosječe, potaman nam sve"
- "Salko dinamitaš"
- "Ženim se"
- "Moj Ford stari nikad se ne kvari"
- "Ja živim sam"
- "Čoban tjera ovčice"
- "Sanjam"
- "Šljivovica ljuta"

Pored Fadila Šabovića i pjevača Nusreta Nukija Doličanina (s izuzetkom prvog albuma na kojem pjeva Rustem Rule Nezirović), prvu su postavu sastava u to vrijeme sačinjavali i basist Dragan Ðudelija, solo gitarist Nikola Mitrović - Nidžo i bubnjar Šukrija Arslanagić.

## Rat u BIH i poslijeratno razdoblje
Fadil Šabović ističe da je, zbog razočarenja i deprimiranosti koju je izazvao ratni sukob i događanja oko njega, u razdoblju od 1990. do 2000. bio totalno nezainteresiran za glazbu. Članovi sastava pokušali su nastaviti sami: Rule snima u Njemačkoj solo projekt, također i Nusret Doličanin, a nedugo zatim i basist Dragan Ðudelija s "Poštarom i poštarkom" u Srbiji, istovremeno svi koristeći ime originalnog sastava u svojim karijerama. Sve je unijelo veliku zabunu među fanove, a polučilo upitnu kvalitetu i "ohladilo" publiku. Ipak, interes za starog "Poštara" čitavo vrijeme nije jenjavao. Konačno je i Fadil Šabović krajem 2002. godine ponovo okupio sastav, ovoga puta s novim, rockerskim pjevačem Narcisom Lalićem i za sarajevsku izdavačku kuću "Naraton" snimio novi album "Život, to je divna fešta" koji postiže polovičan uspjeh.
Na žalost sastava i njegovih fanova, solo gitarist Nikola Mitrović - Nidžo umro je u Beogradu, nakon duže bolesti, 2003. godine.
Krajem 2004. godine sastaju se ponovo, nakon niza godina, Fadil Šabović i prvi pjevač Rule te pod okriljem izdavačke kuće "Intakt Records" postižu dogovor, pokreću staru postavu i ponovo na Ilidži, starom ishodištu s kojeg su krenuli 1985. godine, snimaju album "Gas, gas".
Krajem 2013. godine preminuo je i bubnjar Šukrija Arslanagić Šule.
Nakon dugo godina 2017. godine vraća se Nusret Doličanin Nuki i s nekoliko novih članova grupa ponovo počinje s radom te u rujnu 2017. za BN Music izdaju CD "Nervozni poštar 2017". Pjesme "Mala rospija", "Ćevapi" i "Stara ljubav" na prvo slušanje ostavljaju utisak da se grupa vratila na scenu u svom starom, prepoznatljivom stilu, upravo onako kako su to mnogobrojni obožavatelji i očekivali.
Današnju postavu sastava čine:
- Fadil Šabović - Autor grupe
- Endži Kočan -- Vokal
- Dragan Ðurdelija - Gago - Bas gitara
- Vladimir Dajević - Solo gitara
- Goran Velinov - Bubnjevi
- Dragan Soldo - Klavijatura, Harmonika
- Goran Zafirovski - Ritam gitara

## Diskografija

### Studijski albumi
- Vazda gazda (Jugoton, 1985.)
- Zapamti, ja sam gazda (Jugoton, 1986.)
- Ništa više nije kao prije (Jugoton, 1987.)
- Nervozni Poštar (Jugoton, 1988.)
- To je samo folk’n’roll (Jugoton, 1989.)
- Život, to je divna fešta (Naraton, 2002.)
- Gas, gas (Intakt Records, 2004.)
- Nervozni poštar 2017 (BN Music, 2017.)

### Kompilacije
- najbolje od... (Croatia Records, 1994. )
- The best (Not On Label, 1996. )
- Vazda gazda + Ništa više nije kao prije (Naraton/Croatia Records, 1999.)
- The best of Nervozni Poštar (Intakt Records, 2005.)
- The Best (Song Zelex, 2006.)
- Folk zvijezde zauvijek (2CD)2009,Croatia Records

### Singlovi
- Zapamti ja sam gazda/Mi smo drvosječe potaman nam sve - 1986
- Ej maro Marice/ZZ btop - 1987
- Vojnička pjesma/Nova godina - 1988
- Hrasnica – 2024.